# American Gangster
American Gangster è un film del 2007 diretto da Ridley Scott e sceneggiato da Steven Zaillian.
Il film, che è stato distribuito nelle sale italiane il 18 gennaio 2008 dalla Universal Pictures, racconta la vita del narcotrafficante Frank Lucas. L'attrice Ruby Dee è stata candidata all'Oscar 2008 come miglior attrice non protagonista, mentre il film è stato candidato anche per l'Oscar alla migliore scenografia.

## Trama
La vicenda inizia nel 1968, ad Harlem, quando Frank Lucas sale al potere dopo la morte del suo capo, Bumpy Johnson. La morte di Johnson fa smuovere la malavita di New York: ogni mafioso rivendica il potere sul suo territorio, cercando di prevalere ed estromettere lo stesso Frank. Ma questi è stato il braccio destro di Johnson così a lungo da aver imparato molto, ed è anche l'unico che piange veramente la sua morte. Frank riorganizza l'intero giro di stupefacenti: importa eroina pura direttamente dai produttori del Triangolo d'oro in Thailandia, facendola giungere negli USA tramite un aggancio nelle forze armate e i militari in rientro dal fronte. Frank chiama la sua eroina Blue Magic, e questa si rivela essere la droga più pura mai apparsa sul mercato e allo stesso tempo la meno costosa. Il traffico così si espande, arrivando anche nelle altre grandi città del paese. Frank si ritrova così a detenere il potere a livello nazionale.
Nel frattempo, conosciamo il detective Richie Roberts, che si è distinto per la sua onestà nel suo dipartimento. In seguito a una soffiata e alla perquisizione di un'auto di un importante allibratore di Harlem, ha consegnato quasi 1 milione di dollari in contanti guadagnandosi così l'ostilità di tutti i colleghi. Ora è chiamato a formare una propria squadra e a lavorare per la sezione narcotici di New York. Lo scopo di questa squadra è incastrare pesci grossi. Roberts si ritrova subito a fare i conti con la Blue Magic. Parallelamente conosciamo la sua vita privata: abbandonato dalla moglie e dal figlio e con in corso il processo di divorzio. In compenso ha una relazione focosa col suo avvocato e lui stesso sta studiando per conseguire la laurea in legge.
Frank Lucas continua intanto ad arricchirsi: compra una villa dove far vivere la sua numerosissima famiglia e fa entrare nei suoi affari i fratelli e gli altri parenti. Si trova una donna con cui poi sposarsi e vivere insieme. Lucas riesce sempre ad ottenere tutto ciò che desidera. L'indagine di Roberts continua: conscio dell'importanza dell'evento, la sera del Fight of the Century egli si reca al Madison Square Garden per poter fotografare i criminali più importanti presenti. Nota, tuttavia, un uomo in prima fila che, per quanto gli sia sconosciuto, pare rispettato da tutti gli altri. Dopo una breve ricerca lo identifica: è Frank Lucas, l'uomo della Blue Magic. Gli uomini di Roberts scoprono tutto di lui e iniziano a pedinare i fratelli. Una notte però uno di loro commette un errore: spara a una ragazza per strada e viene visto da due agenti di Roberts sotto copertura. Viene portato in centrale e gli fanno capire che l'unico modo per non sembrare una spia è uscire subito dalla centrale come se nulla fosse accaduto e lavorare per la polizia. L'uomo accetta queste condizioni e intercetta per Roberts una telefonata di Frank Lucas in cui indica la targa del veicolo che porta la droga a New York.
Gli uomini di Roberts capiscono che non si tratta di un veicolo comune, ma di un aereo militare proveniente dal Vietnam. Ottengono un mandato e perquisiscono l'intero velivolo ma il capitano dell'aereo si rifiuta di far perquisire da Roberts anche le bare dei soldati americani che l'aereo stava riportando in patria. Il detective intuisce subito che il trasferimento non può che avvenire per mezzo delle stesse bare e, non riuscendo a perquisirle subito, le pedina insieme ai suoi uomini. I soldati deceduti vengono tolti dalle bare e messi in altre più lussuose per i funerali. Le bare che interessano al detective, però, sono prese da alcuni uomini di Lucas, che vengono pedinati a loro volta da Roberts e gli altri agenti. Il lungo inseguimento porta gli agenti alle case popolari dove la droga solitamente viene impacchettata, pronta per essere venduta. Ottenuto un mandato e una gran quantità di agenti, Roberts fa irruzione e arresta tutti. Nel frattempo alcuni poliziotti corrotti che avevano spesso infastidito Lucas con ricatti fanno irruzione a casa sua prima della "vera" polizia per rubare i soldi che tiene in casa per le emergenze.
L'unico a non essere ancora arrestato è lo stesso Lucas, che al momento è in chiesa con la madre e la moglie per seguire la messa. Richie Roberts esegue un arresto più che spettacolare, chiudendo al criminale ogni via di fuga e aspettandolo sorridente all'uscita della chiesa. Lucas viene arrestato e inizia un lungo processo. Parlando faccia a faccia con Richie Roberts si mettono d'accordo: ciò che il detective vuole più di ogni altra cosa non sono i criminali, ma i poliziotti corrotti messi dietro le sbarre. Lucas decide di collaborare e grazie alle sue informazioni decine di agenti vengono arrestati.
Nel frattempo Roberts, essendo divenuto avvocato, si offre lui stesso come difensore di Lucas e riesce a far ridurre la condanna del boss da 70 a 15 anni. Il film si conclude con delle scritte esplicative degli ultimi fatti e con Lucas apparentemente felice che esce di prigione nei primi anni novanta.

## Doppiaggio
Le voci italiane del film sono state scelte dal regista Ridley Scott e dal montatore italiano Pietro Scalia.

## Accoglienza

### Incassi
American Gangster ha incassato 130164645 $ nel Nord America e 139590785 $ nel resto del mondo, per un totale di 269755430 $.

### Critica
Il film è stato accolto positivamente dalla critica. Su Rotten Tomatoes riceve l'81% di recensioni professionali positive, con un voto medio di 7 su 10 basato su 218 recensioni. Su Metacritic riceve un punteggio di 76 su 100 basato su 38 critiche.

### Controversie
In un'intervista, Frank Lucas ha espresso la sua eccitazione per il film e lo stupore per l'interpretazione di Denzel Washington. Tuttavia, Lucas ha ammesso a diverse testate giornalistiche che solo una piccola parte del film era vera, e che gran parte di esso era stata inventata per ottenere un effetto drammatico. Inoltre, Richie Roberts ha criticato il film per averlo mostrato impegnato nella custodia del figlio, mentre nella vita reale non ha figli, ed ha inoltre criticato il ritratto di Lucas mostrato nel film, descrivendolo come "quasi nobile".
Sterling Johnson Jr., un giudice federale che è stato procuratore speciale per i narcotici presso la Corte distrettuale degli Stati Uniti per il distretto orientale di New York e ha assistito all'arresto e al processo di Lucas, ha descritto il film come "l'uno per cento di realtà e il novantanove per cento Hollywood". Inoltre, Johnson ha descritto Lucas nella vita reale come "analfabeta, vizioso, violento e tutto ciò che Denzel Washington non è". Gli ex agenti della DEA Jack Toal, Gregory Korniloff e Louis Diaz hanno intentato una causa contro la Universal affermando che gli eventi nel film sono stati romanzati e che il film ha diffamato loro e centinaia di altri agenti.
La causa è stata infine respinta dal giudice distrettuale degli Stati Uniti Colleen McMahon. Mentre McMahon ha criticato la didascalia che appare alla fine del film (che diceva che "la collaborazione di Lucas ha portato all'arresto di molti agenti corrotti della DEA") poiché del tutto imprecisa", in quanto la cooperazione di Lucas non ha portato a tali condanne e ha ritenuto che "[sarebbe] opportuno che una grande società come la Universal (che è di proprietà di una grande testata giornalistica, la NBC) non mettesse dichiarazioni imprecise alla fine dei film popolari", ha affermato che il film non è riuscito a soddisfare gli standard legali di diffamazione perché non è riuscito a "mostrare una sola persona identificabile come agente della DEA".
Lo scrittore Ron Chepesiuk, biografo di Frank Lucas, ha criticato vari aspetti del film come inverosimili, ad esempio il fatto che Lucas venga mostrato come autista personale di Bumpy Johnson, più potente della mafia e di Nicky Barnes, e che fosse lui la mente dietro il narcotraffico dal Triangolo d'oro negli anni '70.

## Riconoscimenti
- 2008 - Premio Oscar
  - Nomination Migliore attrice non protagonista a Ruby Dee
  - Nomination Migliore scenografia a Arthur Max e Beth A. Rubino
- 2008 - Golden Globe
  - Nomination Miglior film drammatico
  - Nomination Miglior regista a Ridley Scott
  - Nomination Miglior attore in un film drammatico a Denzel Washington
- 2008 - Premio BAFTA
  - Nomination Miglior film
  - Nomination Migliore sceneggiatura originale a Steven Zaillian
  - Nomination Migliore fotografia a Harris Savides
  - Nomination Migliore colonna sonora a Marc Streitenfeld
  - Nomination Miglior montaggio a Pietro Scalia
- 2008 - Screen Actors Guild Award
  - Migliore attrice non protagonista cinematografica a Ruby Dee
  - Nomination Miglior cast cinematografico
- 2007 - Satellite Award
  - Miglior montaggio a Pietro Scalia
  - Nomination Miglior attore in un film drammatico a Denzel Washington
  - Nomination Migliore attrice non protagonista a Ruby Dee
  - Nomination Miglior canzone originale (Do You Feel Me) a Diane Warren
- 2008 - Empire Award
  - Miglior thriller
- 2007 - Critics' Choice Movie Award
  - Nomination Miglior film
  - Nomination Miglior canzone (Do You Feel Me) a Diane Warren
- 2008 - MTV Movie Award
  - Nomination Migliore performance maschile a Denzel Washington
  - Nomination Miglior cattivo a Denzel Washington